# خط اختلاف

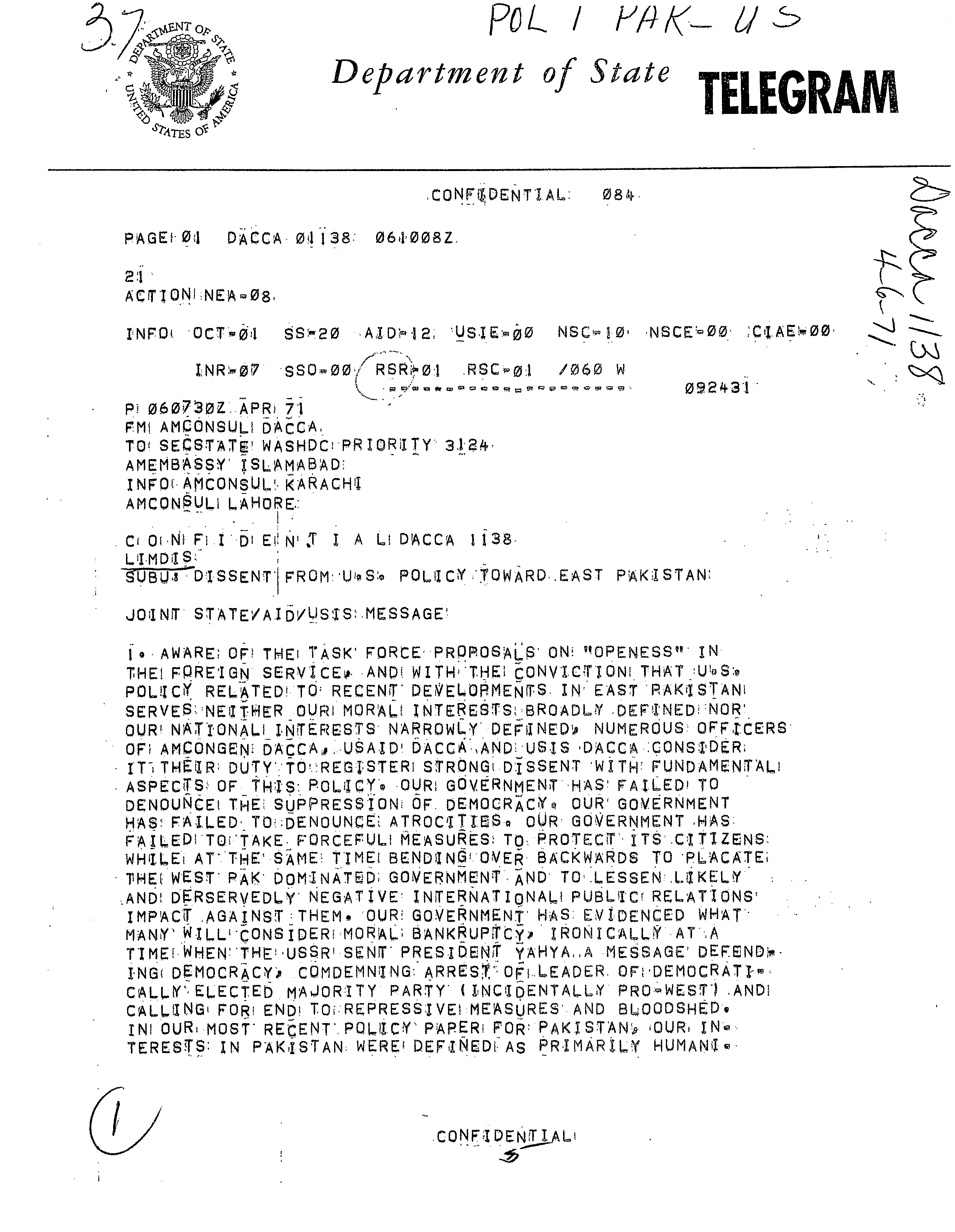
تلگرافی در سال ۱۹۷۱ که توسط دیپلمات آرچر بلاد ارسال شد و در آن شکست ایالات متحده در مداخله در نسل‌کشی ارتش پاکستان در بنگلادش محکوم شد.

خط اختلاف (به انگلیسی: Dissent Channel) یک چارچوب پیام‌رسانی باز برای افسران خدمات خارجی و سایر شهروندان ایالات متحده است — که توسط وزارت امور خارجه ایالات متحده آمریکا و آژانس توسعه بین‌المللی استخدام می‌شوند — تا از طریق آن بتوانند از سیاست‌های دولت انتقاد کنند. این کانال محرمانه ارتباطی در جریان جنگ ویتنام پس از آن طراحی شد که توصیه‌های دیپلمات‌های آمریکایی در قبال این جنگ به کرات نادیده گرفته شد.